# Sorpe (Lleida)
Sorpe ist ein Teilort der Gemeinde Alt Àneu in Katalonien. Es liegt auf einer Höhe von etwa 1270 Metern über Normalnull in Katalonien. Das Verwaltungszentrum der Gemeinde Alt Àneu liegt etwa drei Kilometer südöstlich von Sorpe.